# 22842 Альонашорт
22842 Альонашорт (1999 RC107, 1997 ES34, 22842 Alenashort) — астероїд головного поясу, відкритий 8 вересня 1999 року.
Тіссеранів параметр щодо Юпітера — 3,446.